# قاعة التماثيل الوطنية

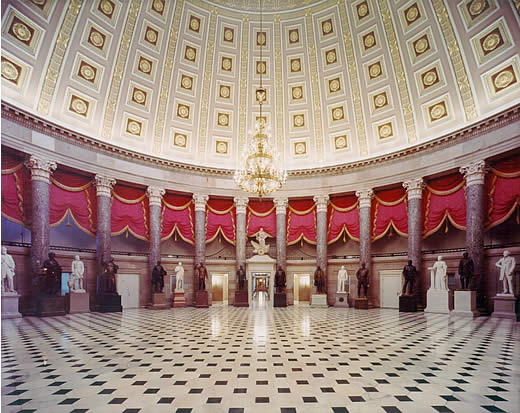
قاعة التماثيل الوطنية.

قاعة التماثيل الوطنية (بالإنجليزية: National Statuary Hall)‏ هي قاعة تقع في واشنطن، استخدمت (1807 – 1857 م) لاجتماع نواب الولايات المتحدة. ثم حولت 1864 م إلى قاعة لعرض تماثيل مشاهير الأمريكيين بحيث لا يسمح لكل ولاية إلا ّ بتمثالين.

## التماثيل
هذا ثبت بأسماء من لهم تمثال في القاعة، إلى جانب الولاية التي يمثلونها:
- صامويل آدمز - ماساتشوستس.
- إيثان ألين - فيرمونت.
- ويليام آلن - أوهايو.
- وليام جيننغز بريان - نبراسكا.
- جون كالهون - كارولاينا الجنوبية.
- جورج كلينتون - نيويورك.
- الأب داميان - هاواي.
- جيرالد فورد - ميشيغان.
- روبرت فلتون - بنسيلفانيا.
- جيمس جارفيلد - أوهايو.
- سام هيوستن - تكساس.
- أندرو جاكسون - تينيسي.
- كاميهاميها الأول - هاواي.
- هيلين كيلر - ألاباما.
- صموئيل جوردن كيركوود - آيوا.
- روبرت إدوارد لي - فيرجينيا.
- جاك ماركيت - ويسكنسن.
- جانيت بيرينغ رانكن - مونتانا.
- رونالد ريغان - كاليفورنيا.
- ويل روجرز - أوكلاهوما.
- جون ستارك - نيو هامشير.
- جاك سويغيرت - كولورادو.
- لويس والاس - إنديانا.
- جورج واشنطن - فيرجينيا.